# Жапаратуба (микрорегион)

Жапаратуба на карте.

Жапаратуба (порт. Microrregião de Japaratuba) — микрорегион в Бразилии, входит в штат Сержипи. Составная часть мезорегиона Восток штата Сержипи. 
Население составляет 	54 701	 человек (на 2010 год). Площадь — 	1 435,198	 км². Плотность населения — 	38,11	 чел./км².

## Демография
Согласно сведениям, собранным в ходе переписи 2010 г. Национальным институтом географии и статистики (IBGE), население микрорегиона составляет:						
| Полное население                             | Полное население                             | Полное население                             | Полное население                             | 54 701 |
| -------------------------------------------- | -------------------------------------------- | -------------------------------------------- | -------------------------------------------- | ------ |
| в том числе:                                 | Городское население                          | 22 188                                       | Процент городского населения, %              | 40,56  |
|                                              | Сельское население                           | 32 513                                       | Процент сельского населения, %               | 59,44  |
|                                              | Мужское население                            | 27 479                                       | Процент мужского населения, %                | 50,23  |
|                                              | Женское население                            | 27 222                                       | Процент женского населения, %                | 49,77  |
| Плотность населения, чел/км²                 | Плотность населения, чел/км²                 | Плотность населения, чел/км²                 | Плотность населения, чел/км²                 | 38,11  |
| Население микрорегиона в % к населению штата | Население микрорегиона в % к населению штата | Население микрорегиона в % к населению штата | Население микрорегиона в % к населению штата | 2,65   |

## Статистика
- Валовой внутренний продукт на 2004 составляет 840 274 179,00 реалов (данные: Бразильский институт географии и статистики).
- Валовой внутренний продукт на душу населения на 2004 составляет 16 042,81 реалов (данные: Бразильский институт географии и статистики).
- Индекс развития человеческого потенциала на 2000 составляет 0,622 (данные: Программа развития ООН).

## Состав микрорегиона
В составе микрорегиона включены следующие муниципалитеты:
1. Жапаратуба
2. Жапоатан
3. Пакатуба
4. Пирамбу
5. Сан-Франсиску